# (7813) Anderserikson
(7813) Anderserikson (1985 UF3) – planetoida z pasa głównego asteroid okrążająca Słońce w ciągu 4,2 lat w średniej odległości 2,6 j.a. Odkryta 16 października 1985 roku.